# Culicoides palauensis
Culicoides palauensis är en tvåvingeart som beskrevs av Tokunaga 1959. Culicoides palauensis ingår i släktet Culicoides och familjen svidknott. Inga underarter finns listade i Catalogue of Life.